# Fabrice Guilbert
Fabrice Guilbert, né le 8 octobre 1976 à Paris, est un handballeur international français, évoluant au poste de demi-centre. Il a réalisé l'ensemble de sa carrière professionnelle dans deux clubs, l'US Ivry où il est formé et l'US Créteil avec lesquels il a remporté deux titres de champion de France et une Coupe de la Ligue. En 2015, il reprend la compétition à Nanterre en Nationale 1 avant de rejoindre la saison suivante le Torcy Handball Marne-la-Vallée, également en Nationale 1, club dont il devient entraîneur en 2018.
Sélectionné en équipe de France à 29 reprises, il est demi-finaliste du Championnat du monde 2007 puis a remporté la médaille de bronze du Championnat d'Europe 2008.
Fabrice a été également parrain de l'équipe de handball de Schœlcher en Martinique

## Palmarès

### Club
compétitions nationales 
- Champion de France (2) : 1997, 2007 (avec US Ivry)
  - Vice-champion de France 2004 (avec US Créteil)
- Vainqueur de la Coupe de la Ligue (1) : 2003 (avec US Créteil)
  - Finaliste de Coupe de la Ligue 2007 (avec US Ivry)
- Vainqueur du challenge Marrane en 2010

### Sélection nationale
- Début en équipe de France le 16 avril 2003 contre la Russie
- 7e des Jeux méditerranéens de 2005, en  Espagne
- 4e place au Championnat du monde 2007, en  Allemagne
- Médaille de bronze au Championnat d'Europe 2008, en  Norvège
- Quintuple vainqueur du Tournoi International de Paris Bercy, en  France : 2003, 2005, 2007, 2008, 2009